# Филип Карл фон Йотинген-Валерщайн
Филип Карл фон Йотинген-Валерщайн (* 24 януари 1640 във Валерщайн; † 27 август 1680 във Валерщайн) е граф на Йотинген-Валерщайн в Швабия, Бавария и полковник на конницата.
Той е третият син на граф Ернст II фон Йотинген-Валерщайн (1594 – 1670), господар на Зайфридберг, и съпругата му Мария Магдалена Фугер (1606 – 1670), графиня цу Кирхберг и Вайсенхорн, дъщеря на граф Антон Фугер фон Кирхберг (1563 – 1616) и Елизабета Фугер (1584 – 1636).
По-големите му братя са Вилхелм IV (1627 -1692) и Волфганг IV (1629 – 1708), господар на Дайнцендорф.
Филип Карл фон Йотинген-Валерщайн умира на 27 август 1680 г. във Валерщайн на 40 години и е погребан в Майхинген.

## Фамилия
Филип Карл се жени на 1 март 1678 г. във Валерщайн за графиня Еберхардина София Юлиана фон Йотинген-Йотинген (* 20 октомври 1656 в Йотинген; † 23 март 1743 в Шилингсфюрст), най-малката дъщеря на граф Йоахим Ернст фон Йотинген-Йотинген (1612 – 1659) и третата му съпруга пфалцграфиня Анна София фон Пфалц-Зулцбах (1621 – 1675). 
Те имат две деца:
- Йозеф Антон Карл (* 28 юни 1679; † 14 април 1738 във Виена), граф на Йотинген-Валерщайн, женен на 24 януари 1702 г. в Нойбург за графиня Мария Агнес Магдалена Фугер фон Глот (* 21 октомври 1680; † 17 юни 1753)
- Мария Анна Елеонора София фон Йотинген (* 28 август 1680; † 8 септември 1749 в Шилингсфюрст), сгодена на 28 декември 1718 г. във Валерщайн, омъжена на 6 януари 1719 г. във Валерщайн за граф Филип Ернст фон Хоенлое-Валденбург-Шилингсфюрст (* 29 декември 1663; † 29 ноември 1759), от 1744 г. княз, родители на княз Карл Албрехт I фон Хоенлое-Валденбург-Шилингсфюрст (* 22 септември 1719 † 25 януари 1793).

Вдовицата му Еберхардина София Юлиана фон Йотинген-Йотинген се омъжва втори път (1 февруари 1684) за Франц Йозеф Игнац фон Тауфкирхен († 31 юли 1726).